# Paolo Emilio Stasi
Paolo Emilio Stasi (Spongano, 16 gennaio 1840 – Spongano, 4 marzo 1922) è stato un pittore e archeologo italiano.

## Biografia
Paolo Emilio Stasi, dopo essersi formato all'accademia di belle arti di Napoli, rientra nella sua terra di origine nel 1870, ove insegna disegno e pittura presso l'istituto classico di Maglie, impartendo lezioni a giovani allievi, divenuti successivamente artisti di fama, fra cui Enrico Giannelli, Michele Palumbo, Domenico Palma, Giuseppe Casciaro.
Le sue opere riprendono a pieno i dettami della scuola napoletana di quel periodo, attraverso i toni dell'impressionismo e del post-impressionismo francese, con qualche rimando al pensiero dei macchiaioli, l'artista esprime la bellezza e la solitudine della sua terra attraverso scene paesaggistiche e marine, rappresenta la dinamicità di volti comuni, solo all'apparenza statici, con costanti rimandi storiografici e religiosi. Dipinse il tema della Deposizione dalla Croce sia nella chiesa madre di Castrignano del Capo sia nella chiesa madre di Nociglia.
Di animo curioso e carattere eclettico, si deve a lui, nel 1904, la scoperta della grotta Romanelli, sita fra Castro e Santa Cesarea Terme, dove si era recato per dipingere una tela commissionatagli. Fu il ritrovamento di un reperto fossile e di alcuni graffiti a stimolare la sua investigazione tanto da allargare gli scavi (a sue spese), chiedendo l'intervento e l'ausilio del paleontologo Ettore Regalia del Gabinetto Paleontologico di Firenze, rinvenendo quello che oggi rappresenta uno dei rarissimi giacimenti di natura ossifera dell'epoca paleolitica, nel mondo. Diresse gli scavi nella grotta Zinzulusa a Castro e nei cunicoli dei Diavoli a Porto Badisco.
Le ceramiche, i frammenti di vasi dipinti e le ossa ritrovate nella grotta Zinzulusa verranno successivamente ceduti al paleontologo Arturo Issel.
Nel 1910 rinvenne il dolmen di Castro. Nel 1914 ripresero le ricerche nella grotta Romanelli e Paolo Emilio Stasi seguì sempre le campagne di scavo fino al 1922.

## Riconoscimenti
(Effigie con dedica presso il comune di Castro Marina, posta dagli "ammiratori" sulla facciata della sua dimora estiva)
I comuni di Lecce e Spongano gli hanno dedicato una via.
Nel centenario dalla sua morte, dopo un restauro conservativo di diverse sue opere, il Museo archeologico Sigismondo Castromediano gli dedica una mostra con 35 opere restaurate.